# Ceraspis squamulata
Ceraspis squamulata är en skalbaggsart som beskrevs av Moser 1924. Ceraspis squamulata ingår i släktet Ceraspis och familjen Melolonthidae. Inga underarter finns listade i Catalogue of Life.